# Montrouge
Montrouge és un municipi francès, situat al departament dels Alts del Sena i a la regió de l'Illa de França. L'any 2004 tenia 42.002 habitants.
Forma part del cantó de Montrouge i del districte d'Antony. I des del 2016, de la divisió Vallée Sud Grand Paris de la Metròpolis del Gran París.